# Sofia Alaoui
Sofia Alaoui (arabisch صوفيا علوي, DMG Ṣūfiyā ʿAlawī; * 1990 in Casablanca) ist eine französisch-marokkanische Filmregisseurin und Drehbuchautorin.

## Leben
Alaoui kam in Casablanca zur Welt. Ihre Eltern reisten viel, sodass Alaoui in China und Marokko aufwuchs. Nach Ende der Schulzeit in Casablanca ging sie nach Paris und absolvierte von 2008 bis 2009 ein Année préparatoire an der École supérieure d’études cinématographiques (ESEC). Es folgte von 2010 bis 2011 ein Fernstudium an der New York Film Academy im Bereich Szenario sowie 2011 der Abschluss des Regiestudiums an der École internationale de création audiovisuelle et de réalisation (EICAR), das sie 2009 begonnen hatte. Sie absolvierte 2013 die Masterclass John Truby im Bereich Anatomie du scénario und bildete sich 2014 an der Gobelins, l’école de l’image im Bereich Schnitttechnik weiter. Von 2019 bis 2020 arbeitete Alaoui im Rahmen des Atelier Scénario der La Fémis ein Jahr lang am Langfilmdrehbuch Tarfaya.
Alaoui produzierte eine Reihe von Kurzfilmen selbst. Im Jahr 2015 erschien mit Les enfants de Naplouse ihr erster professioneller Kurzdokumentarfilm; ihr erster Kurzspielfilm wurde 2018 Kenza des Choux. Im Jahr 2017 gründete sie die Filmproduktionsfirma Jiango Films, die in Marokko angesiedelt ist. Mit Jiango Films realisierte sie unter anderem ihren Kurzfilm Qu’importe si les bêtes meurent. Sie führte zudem Regie und verfasste das Drehbuch. Der Film erlebte im Januar 2020 auf dem Sundance Film Festival seine Premiere und gewann den Grand Jury Prize im Bereich Kurzfilm. Weitere internationale Festivals und Auszeichnungen folgten. Der Film wurde 2021 mit dem César in der Kategorie Bester Kurzfilm ausgezeichnet. Das Centre cinématographique marocain wählte ihn zudem als marokkanischen Beitrag für die Kategorie Bester Kurzfilm der Oscarverleihung 2021 aus.

## Filmografie
- 2015: Les enfants de Naplouse
- 2015: Belleville –  als Drehbuchautorin
- 2017: Orion –  als Drehbuchautorin
- 2018: Kenza des Choux
- 2019: Les vagues ou rien
- 2020: Qu’importe si les bêtes meurent
- 2020: The Lake
- 2023: Animalia

## Auszeichnungen (Auswahl)
- 2020: Grand Jury Preis im Bereich Kurzfilm, Sundance Film Festival, für Qu’importe si les bêtes meurent
- 2020: Nominierung Bronzenes Pferd, Internationales Filmfestival von Stockholm, für Qu’importe si les bêtes meurent
- 2020: Nominierung Bester internationaler Kurzfilm, Palm Springs International ShortFest, für Qu’importe si les bêtes meurent
- 2021: César, Bester Kurzfilm, für Qu’importe si les bêtes meurent